# Leea manillensis
Leea manillensis är en vinväxtart som beskrevs av Wilhelm Gerhard Walpers. Leea manillensis ingår i släktet Leea och familjen vinväxter. Inga underarter finns listade i Catalogue of Life.